# Satélites de Minerva
O asteroide 93 Minerva possui dois satélites naturais conhecidos, chamadas de Égide e Gorgonião. Estes dois pequenos satélites foram descobertos em 16 de agosto de 2009, às 13:36 UTC, através do sistema de óptica adaptativa do Observatório Keck.

## Égide
Égide, o satélite maior, foi descoberto no dia 16 de agosto de 2009, pelos astrônomos F. Marchis, B. Macomber, J. Berthier, F. Vachier e J. P. Emery através do Observatório W. M. Keck. Este corpo celeste tem um diâmetro com cerca de 4 km, orbita a uma distância de 630 km do asteroide Minerva.

## Gorgoneion
Gorgonião, o segundo satélite, foi descoberto três anos após a descoberta de Rômulo, no dia 16 de agosto de 2009, pelos astrônomos F. Marchis, B. Macomber, J. Berthier, F. Vachier e J. P. Emery através do Observatório W. M. Keck. Seu diâmetro é de 3 km e sua órbita tem uma distância de 380 km.